# 3688 Navajo
3688 Navajo è il nome dato a un asteroide del sistema solare, scoperto nel 1981, che presenta un'orbita caratterizzata da un semiasse maggiore pari a 3,2231457 UA e da un'eccentricità di 0,4779970, inclinata di 2,55892° rispetto all'eclittica.
La parola navajo è il nome di una popolazione "indiana" ovvero indigena degli Stati Uniti e non estinta. I discendenti della nazione navajo occupano oggi la più estesa delle "riserve indiane", nel Sud Ovest degli Stati Uniti, a cavallo di New Mexico, Arizona e Utah.